# Cacao

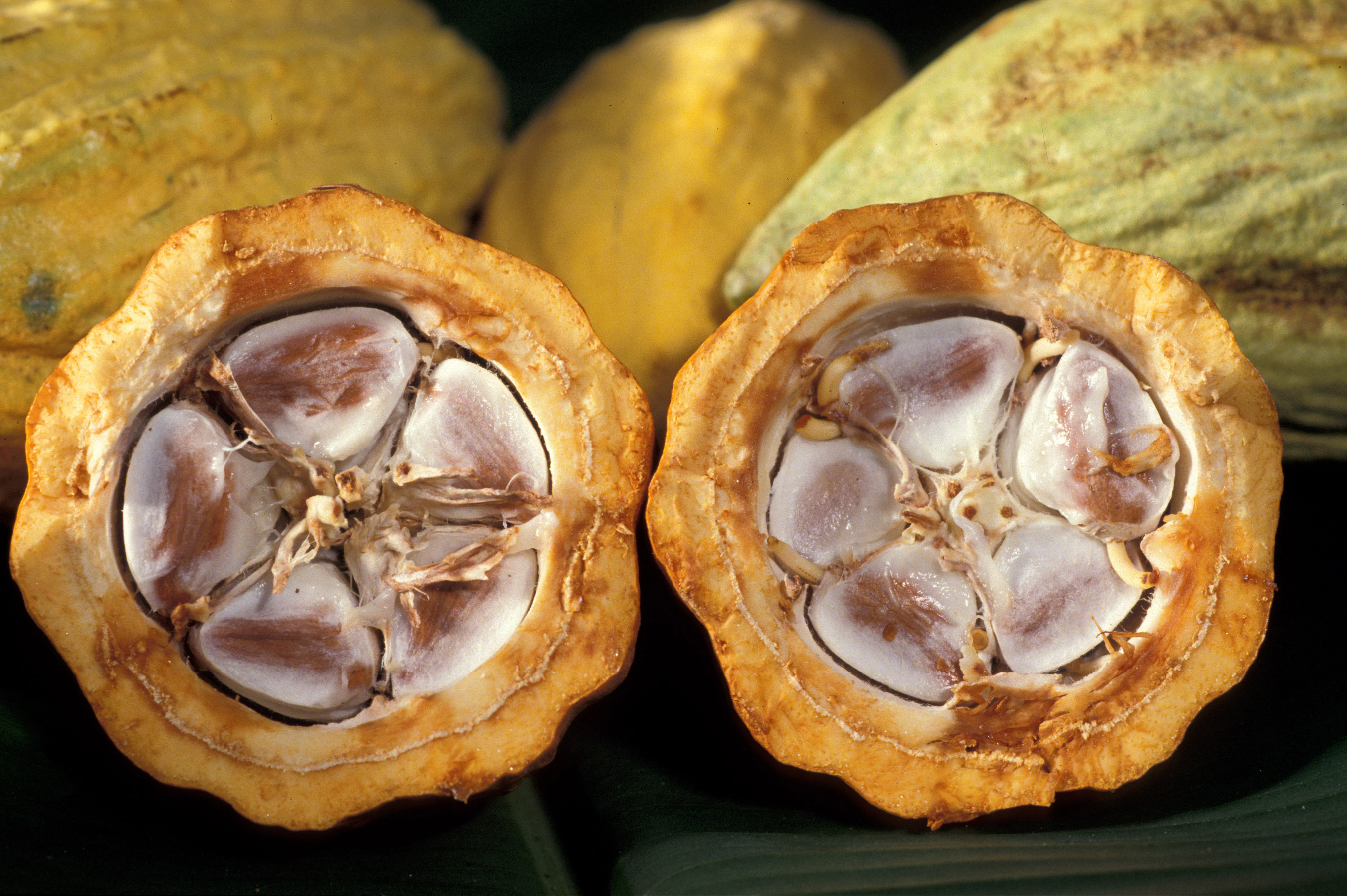
Boabe de cacao

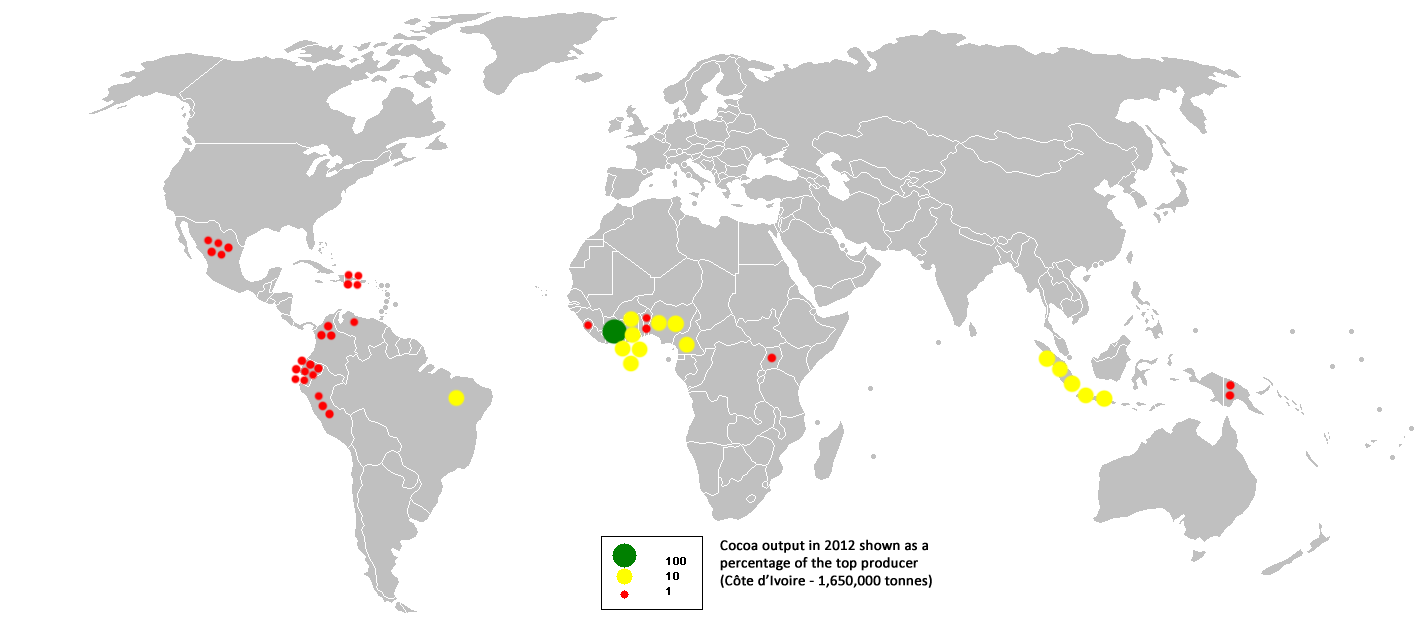
Țările producătoare de cacao în 2012

Cacao este denumirea semințelor produse de arborele de cacao (Theobroma cacao) care după uscare se macină sub formă de pulbere. Cacaua este un produs de export important a numeroase țări în curs de dezvoltare. Cacao este materia primă principală pentru obținerea de ciocolată. Denumirea de cacao provine din limba aztecă cacahuatl, denumire care a fost preluată de spanioli.

## Istoric
În Puerto Escondido  Honduras, America Centrală descoperirile arheologice au găsit vase cu teobromină ce datează din anii 1100 î.Hr., substanța fiind un extract din semințe de cacao care se folosea la producerea unor băuturi alcoolice. Aztecii cunosc arborele de cacao, considerat sfânt (darul zeului Quetzalcoatl), din secolul XIV. Băutura alcoolică preparată din fructele de cacao fermentate era provenită dintr-un amestec de apă, cacao, porumb, vanilie și piper. Boabele de cacao serveau și ca monedă la azteci. Conchistadorii spanioli descoperă repede valoarea aurului brun, ei găsesc 25 000 de chintale de cacao în încăperile tezaurulului lui Montezuma (un sclav costa 100 de boabe de cacao).
Prin creșterea consumului de cacao în Europa se vor extinde și plantațiile de cacao în colonii.

## Producția de cacao
Producția mondială anuală de cacao a crescut de la 1,5 milioane de tone în 1960 la 3,5 milioane de tone în 2007.
90% din cacaua consumată la nivel internațional este produsă de 5,5 milioane de fermieri mici.
14 milioane de persoane sunt angajate în procesul producției de cacao.
Cacaua este produsă în Africa (70%), America Latină (13%) și Asia și Oceania (13%), cu tehnici agricole învechite.
În sezonul 2010-2011 au fost produse 4,3 milioane de tone de cacao.
Țările producătoare de cacao sunt unite în Alianța țărilor producătoare (COPAL), cu sediul în Lagos (Nigeria) și Organizația internațională a producătorilor de cacao (ICCO).
În anul 2016, consumul de cacao la nivel mondial depășea 3 milioane de tone pe an.

### Țările mai importante producătoare de cacao
Ordinea ierarhică a pruducătorilor de cacao în anul 2006:

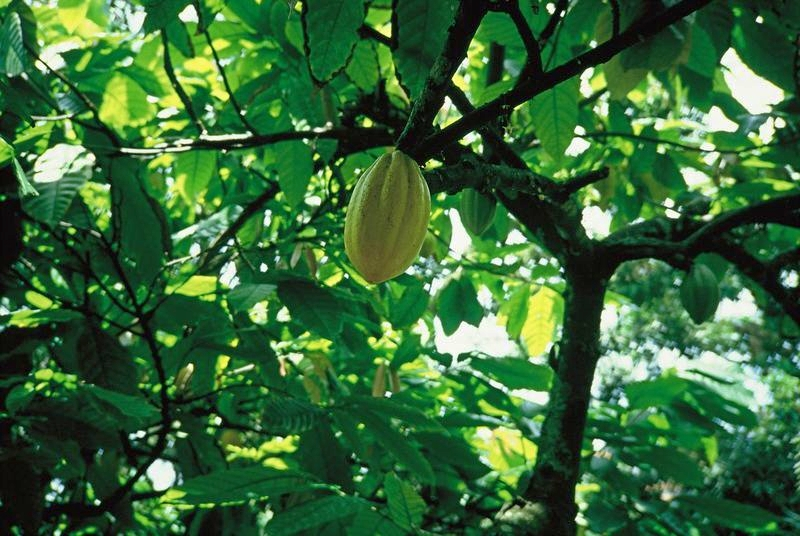
Fructe de cacao

| Țara                 | Producția în tone |
| Indonezia            | 450.000           |
| Ghana                | 380.000           |
| Brazilia             | 175.000           |
| Ecuador              | 88.000            |
| Republica Dominicană | 50.000            |
| Malaysia             | 48.000            |
| Columbia             | 48.000            |

## Conținutul boabelor de cacao
Semințele de cacao conțin teobromină, cofeină și salsolinol.
Teobromina este un stimulent moderat dar de durată al SNC. Cofeina, care este un stimulant mai puternic, se găsește într-o cantitate mai redusă. Acțiunea salsolinolului nu este încă clarificată. Cert este că deja la consumul de cantități reduse de cacao apare un efect de exaltare, euforie psihică explicată prin creșterea concentrației sanguine a serotoninei.

## Beneficiile pentru sănătate ale consumului de cacao
Cardiologii elvețieni și americani numesc ciocolata amăruie, ce are un procent de 70 % cacao, „aspirina dulce”, deoarece reduce afecțiunile cardiace și incidența trombozelor. Oamenii de știință apreciază efectul pozitiv antioxidant al substanței. De asemenea se constată efectul pozitiv al flavonelor din cacao la scăderea depunerilor de pe pereții vaselor de sânge. La personele sănătoase consumatoare de cacao s-a observat o încetinire a fenomenului de îmbătrânire prematură a pielii și reducerea clară a incidenței bolilor cardiovasculare.
Un studiu, publicat în jurnalul Federation of American Societies for Experimental Biology(FASEB), susține că ciocolata neagră ajută la restabilirea flexibilității arterelor și, în același timp, împiedică celulele albe să se fixeze pe pereții vaselor de sânge, factori importanți în prevenirea aterosclerozei.
Conform cercetării "Enhancing dentate gyrus function with dietary flavanols improves cognition in older adults", o dietă bogată în flavonoide din cacao, compușii antioxidanți regăsiți în mod natural în cacao, poate îmbunătății funcțiile cognitive inversând efectele declinului de memorie asociat vârstei înaintate. 